# 20 let v síti (Best of Chinaski)
20 let v síti je předposlední album české populární skupiny Chinaski, vydané v roce 2013 k příležitosti 20 let od vzniku kapely. Obsahuje největší hity skupiny a několik nových písní.

## Seznam písní
CD 1
1. Stížnost
2. Hlavolam
3. Zadarmo
4. Vedoucí
5. Duše z gumy
6. Stejně jako já
7. Pojď si lehnout
8. Moc toho nevím
9. Vo co de
10. Podléhám
11. Punčocháče
12. Měsíc
13. Strojvůdce [Single Version]
14. Dlouhej kouř
15. Slovní pyrotechnika
16. Drobná paralela
17. Bylo-nebylo
18. Vinohradská č. p. 90
19. Klára
20. Tabáček
21. Radio Bubeneč [Live]

CD 2
1. Kutil
2. Jaxe
3. Láska a jiná násilí
4. Basama fousama
5. Láskopád
6. Dobrák od kosti [Single version]
7. Dobrák
8. Spáč
9. Compy
10. Kérka
11. Šatna
12. Hvězdy nad hlavou
13. Ententýky
14. 1970
15. Můj svět
16. 1. signální
17. Vakuum
18. Vrchlabí
19. Skončili jsme
20. Na, na, naaa
21. Vinárna U Valdštejna [Live]